# Симбирский (Кугарчинский район)
Симбирский (баш. Сембер) — хутор в Кугарчинском районе Республики Башкортостан Российской Федерации. Входит в состав Максютовского сельсовета. 

## География

### Географическое положение
Расстояние до:
- районного центра (Мраково): 52 км,
- центра сельсовета (Максютово): 8 км,
- ближайшей ж/д станции (Тюльган): 50 км.

## Население
| 2002 | 2009 | 2010 |
| ---- | ---- | ---- |
| 21   | →21  | ↗24  |

Национальный состав
Согласно переписи 2002 года, преобладающая национальность — русские (71 %).